# Saucerottia tobaci
Saucerottia tobaci là một loài chim trong họ Trochilidae.